# Nexhat Daci

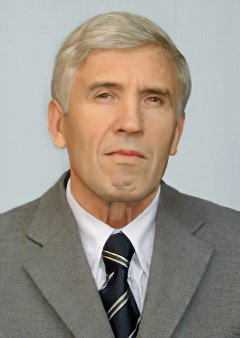
Nexhat Daci, 2001

Nexhat Daci (serbokroatisch Неџад Даци Nedžad Daci, * 26. Juli 1944 in Veliki Trnovac, Königreich Jugoslawien, heute Serbien) ist ein kosovarischer Politiker. Anfang der 2000er Jahre führte er fünf Jahre das Amt des Parlamentspräsidenten des Kosovo. Anfang 2006 hielt er für kurze Zeit das Amt des Präsidenten des Landes. Wegen Amtsmissbrauchs aus seiner Zeit als Parlamentspräsident ist er vorbestraft.

## Leben
Nexhat Daci studierte von 1962 bis 1966 Chemie an der Universität Belgrad. Hier schloss er nach seinem Postgradualen Studium zwischen 1966 und 1968 als Master of Chemistry ab. Nach einem weiteren Studium (1969–1973) promovierte er an der Universität Zagreb. 1971 besuchte er eine Sprachschule im englischen Folkestone. Er unternahm zwischen 1972 und 1975 weitere Studien im belgischen Lüttich und im tschechischen Brünn; zuletzt von 1974 bis 1975 an der University of Bradford in England. Von 1970 bis 1972 arbeitete Daci als Professor für Chemie an der Universität Prishtina.
Zwischen 2001 und 2006 war Daci als Parlamentspräsident tätig, wurde jedoch auf Beschluss seiner eigenen Partei des Amtes enthoben. Nach dem Tod von Ibrahim Rugova übernahm er vom 21. Januar bis zum 10. Februar 2006 vorübergehend das Amt des Präsidenten des Kosovo.
Bis Ende 2006 hielt Daci den Vorsitz der Demokratischen Liga des Kosovo (LDK). Nach inneren Spannungen verlor er das Amt im Dezember 2006 an den zu dieser Zeit amtierenden Präsidenten des Kosovo, Fatmir Sejdiu. Nach der Spaltung der LDK Anfang 2007 war Nexhat Daci Mitbegründer der Partei „Demokratische Liga Dardania“ (LDD), zu deren Vorsitzenden er gewählt wurde. Die Partei schloss sich 2015 mit der Lidhja Demokratike e Kosovës zusammen.
2012 erhielt Daci eine 18-monatige Bewährungsstrafe wegen Amtsmissbrauchs während seiner Tätigkeit als Parlamentspräsident.